# 松井昌雄
松井 昌雄（まつい まさお（旧姓：西尾）1942年3月28日 - ）は、日本の宗教家、歌手、実業家。石川県金沢市出身。宗教法人瑠璃教会の二代目司教。松井秀喜の実父である。

## 人物・来歴
宗教法人瑠璃教会の二代目司教。二男は元プロ野球選手の松井秀喜であり、メディアにもしばしば登場し、「ゴジパパ」の愛称でも知られる。ちなみに阪神タイガースのファンであり、秀喜に影響を与えたほどである。
また同教会傘下の「オフィスルリ」代表取締役。同社は松井秀喜ベースボールミュージアムの運営及び秀喜のマネジメントを手掛けている。嘗ては同じく同教会傘下の「ルリ・コーポレーション」代表取締役も兼任していたが、こちらは2015年に昌雄の長男（秀喜の兄）である利喜に譲渡している。なお同社は秀喜のグッズ販売を手掛けている。
金沢市にて出生。のちに小松市粟津温泉近郊に転居。小松市立粟津中学校、小松製作所工科学校、石川県立金沢泉丘高等学校通信制卒業。1969年、27歳で松井家養子となる。1978年、21年間勤務した小松製作所を退社。瑠璃教会初代司教・松井瑠璃寿のあとを継いで、同教会二代目司教に。
石川県内では演歌ファンおよび北陸放送ラジオのリスナーを中心に抜群の知名度を誇る作曲家・乙田修三に師事。歌唱力が認められ、2003年には香西かおりと「ゆきずり物語」でデュエットする形で歌手デビュー。
同シングルはオリコンシングルチャートの演歌部門で初登場1位、総合部門で初登場36位を獲得した。2006年6月7日に「おもいでの小樽」と「鼓門で逢いましょう」を発売しソロデビュー。

## 著書
- パパゴジラのまっとうな男の子の育て方
- 秀さんへ。息子・松井秀喜への178通の手紙
- 翔ぶ 今日より明日

## ディスコグラフィー
- ゆきずり物語 （香西かおりとのデュエット／NAYUTAWAVE RECORDS）
- おもいでの小樽（テイチクレコード）
- 鼓門で逢いましょう（テイチクレコード）